# Vládní obvod Arnsberg
Vládní obvod Arnsberg (německy Regierungsbezirk Arnsberg) je jeden z pěti vládních obvodů spolkové země Severní Porýní-Vestfálsko v Německu. Nachází se zde pět městských okresů a sedm zemských okresů. Hlavním městem je Arnsberg. V roce 2021 zde žilo 3 565 239 obyvatel.

## Městské okresy
1. Bochum
2. Dortmund
3. Hagen
4. Hamm
5. Herne

## Zemské okresy
1. Ennepe-Rúr (Ennepe-Ruhr-Kreis)
2. Marka (Märkischer Kreis)
3. Olpe
4. Siegen-Wittgenstein
5. Soest
6. Unna
7. Vysoký Sauerland (Hochsauerlandkreis)